# The Crew Motorfest
The Crew Motorfest is een computerspel uit 2023, dat ontwikkeld is door Ubisoft Ivory Tower en uitgegeven is door Ubisoft. Het racespel is te spelen op de PlayStation 4, PlayStation 5, Windows, Xbox One en Xbox Series X/S. Motorfest is een vervolg op The Crew 2 dat door Ubisoft in 2018 is uitgebracht. Het is daarmee de derde game uit The Crew-serie en werd uitgebracht op 12 september 2023.

## Spel
Net zoals de voorgaande games The Crew en The Crew 2 speelt Motorfest zich af in een open wereldomgeving. Dit keer op een verkleinde variant van het Hawaiiaanse eiland O'ahu in plaats van de Verenigde Staten.

## Gameplay
The Crew Motorfest is een racespel dat zich afspeelt op het eiland O'ahu in Hawaii. Ondanks dat het eiland in de game iets verkleind is, wordt dit niet beïnvloed door de game-ervaring. Deze game heeft het thema Festival wat toegang geeft tot verschillende race evenementen en andere activiteiten wat vergelijkbaar is met Forza Horizon.
In de multiplayer kan de speler online met andere mensen spelen, waar de naam 'Crew' vandaan komt. Naast het racen in de auto is het ook mogelijk om met vliegtuigen en boten te racen.
'The Playlists' vormen het grootste gedeelte van deze nieuwe game. Vanaf de lancering in september 2023 kent de game 15 verschillende playlists, zoals de thema's Oldtimers en Lamborghini. Dit is mogelijk door onder andere de samenwerking met Supercar Blondie en Donut Media.
Naast 'The Playlists' kent Motorfest ook andere game varianten, waaronder de Grand Race. Dit is een lange race van ongeveer 10 minuten waarbij er met 28 gamers online gespeeld word. De secties en niveaus veranderen iedere 30 minuten waarbij de raceparcours altijd willekeurig gekozen zullen worden.
Het hoofdpodium van de game kent een maandelijkse thema, waarbij unieke beloningen verzameld worden. Dit bestaat onder meer uit Revisit, Racing of Explore tijdlijnen.
Elke week van de maand kent het hoofdpodium thema ook sub thema onder de naam 'Summit Contest'. In negen verschillende uitdagingen worden er punten verdiend. De top 10.000 gamers wereldwijd zullen een exclusieve prijs ontvangen, waaronder exclusieve Summit voertuigen of titels bij de naam van de gamer. De persoon die op nummer één staat zal te zien zijn op een ster in de Festival tent, waar iedere gamer start als hij of zij de game opstart.
De 'Custom Show' is een wekelijkse strijd, waarbij gamers hun voertuigen kunnen aanpassen aan het wekelijkse thema van de 'Summit Contest'. Door te stemmen op een auto kunnen zij laten weten welke voertuig zij het leukst vinden. De gamer met de hoogste aantal stemmen zal een beloning krijgen.

## Ontwikkeling en uitgave
The Crew Motorfest is ontwikkeld door Ubisoft Ivory Tower. Het begon als een uitbreiding (DLC) voor The Crew 2. Alleen liep dit verhaal anders, omdat de nieuwe ideeën niet compatibel waren met de game-engine van The Crew 2. Daarom heeft Ubisoft ervoor gekozen om een nieuw spel te lanceren.
Dit computerspel stond binnen Ubisoft bekend als het Project Orlando dat tot en met oktober 2022 gedragen werd. In die maand lekte de titel en de setting van het spel, waardoor Ubisoft niet anders kon. Uiteindelijk werd de naam The Crew Motorfest gegeven, maar daarvoor was de oorspronkelijke naam The Crew Motorcamp.
Op 31 januari 2023 werd de aankondiging van het spel getoond met een trailer. Eén dag later werd er een gesloten testperiode gehouden voor op de PC. De testperiode's voor de andere consoles werden op een later moment uitgevoerd. Uiteindelijk werd The Crew Motorfest op 12 september 2023 uitgebracht voor de PlayStation 4, PlayStation 5, Windows, Xbox One en Xbox Series X/S.